# Liste der Bodendenkmale in Hennstedt (Dithmarschen)
In der Liste der Bodendenkmale in Hennstedt sind die Bodendenkmale der Gemeinde Hennstedt nach dem Stand der Bodendenkmalliste des Archäologischen Landesamts Schleswig-Holstein von 2016 aufgelistet. Die Baudenkmale sind in der Liste der Kulturdenkmale in Hennstedt (Dithmarschen) aufgeführt.
| Denkmal-ID           | Befundart           | Bezeichnung          | Zeitstellung    | Lage             | Bemerkungen                                                     | Bild |
| -------------------- | ------------------- | -------------------- | --------------- | ---------------- | --------------------------------------------------------------- | ---- |
| aKD-ALSH-Nr. 000 237 | Befestigung > Deich | Deich/Koog/Sietwende | Spätmittelalter | Horster Koog     | 1890 m langes Teilstück eines spätmittelalterlichen Eiderdeichs |      |
| aKD-ALSH-Nr. 000 237 |                     | Späthing/Pütte       |                 | innerer Deichfuß | sechs Pütten (Bodenentnahmestellen für Deichbau)                |      |